# Bob Shea
Robert Francis "Bob" Shea (Mystic, Connecticut, 11 de septiembre de 1924-Hingham, Massachusetts, 27 de enero de 2015) fue un jugador de baloncesto estadounidense que disputó una temporada en la BAA. Con 1,88 metros de estatura, jugaba en la posición de alero.

## Trayectoria deportiva

### Universidad
Tras jugar al fútbol americano, al béisbol y al baloncesto en el Stonington High School, eligió este último deporte durante su etapa universitaria con los Rams de la Universidad de Rhode Island, siendo el cocapitán en su temporada sénior en la que alcanzaron la final del NIT, cayendo ante Kentucky.

### Profesional
En 1946 fichó por los Providence Steamrollers de la recién creada BAA, con los que disputó una temporada, en la que promedió 2,2 puntos por partido. Fue el autor de la primera canasta de la historia del equipo, en un partido ante los Boston Celtics.

#### Estadísticas en la BAA

##### Temporada regular
| Temporada | Edad | Equipo                  | Liga | Pos. | P  | TC  | TCA | %TC  | TL  | TLA | %TL  | ASIS | FP  | PTS |
| 1946-47   | 22   | Providence Steamrollers | BAA  |      | 43 | 0.9 | 3.6 | .242 | 0.4 | 0.8 | .576 | 0.1  | 1.0 | 2.2 |
| Total     |      |                         | BAA  |      | 43 | 0.9 | 3.6 | .242 | 0.4 | 0.8 | .576 | 0.1  | 1.0 | 2.2 |